# Colusa
Colusa és una població dels Estats Units a l'estat de Califòrnia. Segons el cens del 2000 tenia 5.402 habitants.

## Demografia
Segons el cens del 2000, Colusa tenia 5.402 habitants, 1.897 habitatges, i 1.365 famílies. La densitat de població era de 1.248,9 habitants per km².
Dels 1.897 habitatges en un 40,6% hi vivien nens de menys de 18 anys, en un 54,7% hi vivien parelles casades, en un 11,8% dones solteres, i en un 28% no eren unitats familiars. En el 23,7% dels habitatges hi vivien persones soles el 10,8% de les quals corresponia a persones de 65 anys o més que vivien soles. El nombre mitjà de persones vivint en cada habitatge era de 2,81 i el nombre mitjà de persones que vivien en cada família era de 3,33.
Per edats la població es repartia de la següent manera: un 30,2% tenia menys de 18 anys, un 10,2% entre 18 i 24, un 28,2% entre 25 i 44, un 20% de 45 a 60 i un 11,4% 65 anys o més.
L'edat mediana era de 32 anys. Per cada 100 dones de 18 o més anys hi havia 98,9 homes.
La renda mediana per habitatge era de 35.250 $ i la renda mediana per família de 41.833 $. Els homes tenien una renda mediana de 32.006 $ mentre que les dones 20.510 $. La renda per capita de la població era de 15.251 $. Entorn del 14,2% de les famílies i el 17,2% de la població estaven per davall del llindar de pobresa.

## Poblacions més properes
El següent diagrama mostra les poblacions més properes.